# Catena Piambello-Campo dei Fiori-Nudo
La Catena Piambello-Campo dei Fiori-Nudo è un massiccio montuoso delle Prealpi Luganesi. Si trova in Italia (Provincia di Varese) ed in parte minore in Svizzera (Canton Ticino). Prende il nome dal Monte Piambello, dal Massiccio del Campo dei Fiori e dal Monte Nudo, montagne più significative del gruppo.

## Geografia
Ruotando in senso orario i limiti geografici sono: Valle del Tresa, lago di Lugano, colline del Varesotto, Lago Maggiore, Valle del Tresa.

## Classificazione
La SOIUSA individua la Catena Piambello-Campo dei Fiori-Nudo come un supergruppo alpino e vi attribuisce la seguente classificazione:
- Grande parte = Alpi Occidentali
- Grande settore = Alpi Nord-occidentali
- Sezione = Prealpi Luganesi
- Sottosezione = Prealpi Varesine
- Supergruppo = Catena Piambello-Campo dei Fiori-Nudo
- Codice = I/B-11.II-B

## Suddivisione
Il gruppo montuoso è suddiviso in tre gruppi e otto sottogruppi:
- Gruppo del Piambello (2)
  - Sottogruppo del Sette Termini (2.a)
  - Massiccio del Piambello (2.b)
  - Sottogruppo San Giorgio-Pravello (2.c)
- Gruppo del Campo dei Fiori (3)
  - Sottogruppo della Martica (3.a)
  - Sottogruppo del Mondonico (3.b)
  - Massiccio del Campo dei Fiori (3.c)
- Gruppo del Nudo (4)
  - Sottogruppo del Monte Colonna (4.a)
  - Sottogruppo del Monte Nudo (4.b)

## Monti

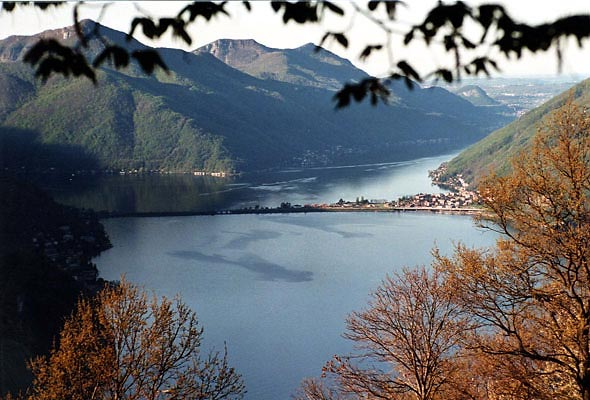
Il Monte San Giorgio con il Lago di Lugano.

Le montagne principali del gruppo montuoso sono:
- Monte Nudo - 1.235 m
- Pizzoni di Laveno - 1.106 m
- Monte della Colonna - 1.203 m
- Punta di Orino - 1.139 m
- Monte Piambello - 1.129 m
- Monte Tre Croci - 1.111 m
- Monte San Giorgio (Canton Ticino) - 1.097 m
- Monte San Martino - 1.087 m
- Sasso del Ferro - 1.062 m
- Monte Pian Nave - 1.058 m
- Monte Minisfreddo - 1.047 m
- Monte Tre Crocette - 1.033 m
- Monte Martica - 1.032 m
- Pizzo di Cuvignone - 1.018 m
- Poncione d'Arzo - 1.017 m
- Monte Pravello - 1.015 m
- Monte Orsa - 998 m
- Poncione di Ganna - 993 m
- Monte La Nave - 988 m
- Monte Sette Termini - 972 m
- Poggio Sant'Elsa - 950 m
- Monte Mezzano - 922 m
- Monte Chiusarella - 913 m
- Monte Monarco - 858 m
- Monte Mondonico - 807 m
- Monte Scerrè - 796 m
- Monte Sant'Elia - 678 m
- Monte Castelvecchio - 623 m